# سرگئی باشتان
سرهی باشتان (انگلیسی: Serhiy Bashtan; ۲۱ ژانویهٔ ۱۹۲۷ – ۱۰ ژانویهٔ ۲۰۱۷) موسیقی‌دان، آهنگساز، و مربی موسیقی اهل اوکراین بود.